# Pleurothyrium golfodulcense
Pleurothyrium golfodulcense là loài thực vật có hoa trong họ Nguyệt quế. Loài này được W.C. Burger & N. Zamora miêu tả khoa học đầu tiên năm 1990.